# Miguélio

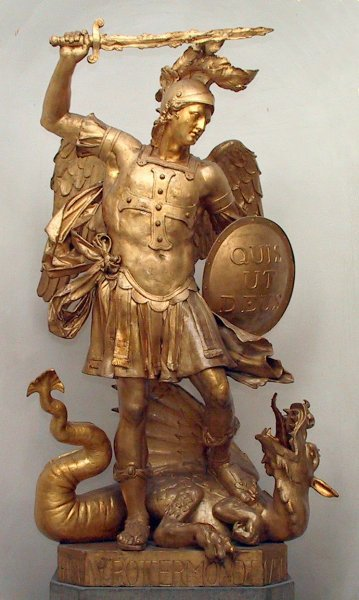
Estátua de Miguel na Universidade de Bona, representando seu padrão iconográfico, matando Satã como um dragão ou serpente, retratado pela primeira vez no Miguélio. Quis ut Deus? está inscrito em seu escudo

O Miguélio (em latim: Michaelion) foi um dos mais antigos e famosos santuários dedicados ao Arcanjo Miguel no Oriente Médio antigo e medieval. De acordo com a tradição, foi construído no século IV pelo imperador Constantino (r. 306–337) sobre um antigo templo pagão, e estava localizado ao norte de Constantinopla, na vila de Sostênio, moderna İstinye. O templo pagão que existia lá tinha sido anteriormente associado com cura e medicina, e a tradição cristã continuou a associar a localização e o Miguélio com águas curativas. O Miguélio foi uma magnífica igreja e tornou-se modelo para centenas de outras igrejas na cristandade oriental.

## História
Um templo chamado Leostênio (em grego: Λεωσθένιον) ou Sostênio (em grego: Σωσθένιον) existiu no local antes do século IV. De acordo com uma tradição geral, corrente já desde o século VI, a Igreja de São Miguel em Sostênio foi fundada por Constantino, que visitou o templo, erigido pelos Argonautas e dedicado a Zeus Sostênio ou uma divindade alada. Constantino interpretou a estátua alada do templo como anjo cristão. Após dormir de noite no templo, Constantino relatou a visão que o anjo era o arcanjo Miguel, e converteu o edifício em um igreja em honra a ele.
Contudo, de acordo com o estudioso francês Raymond Janin, esta tradição é mais provavelmente uma invenção posterior, criada em competição com outro grande santuário de Miguel, nas proximidades em Anáplo, que foi de data anterior. É certo, porém, que a igreja de São Miguel existia na virada do século VI, pois o rebelde Vitaliano fez-a seu quartel general e o imperador Anastácio I Dicoro (r. 491–518) visitou-a em 515. Além disso, no começo do século V o historiador cristão oriental Sozomeno registra as devoções pelas multidões em Miguélio e escreveu em primeira-mão os relatos de cura de Miguélio, atestando que ele mesmo recebeu uma cura. O templo pagão tinha sido anteriormente associado com cura e medicina e a tradição cristã continuou a associar o local e o Miguélio com águas curativas.
Pelo final do século IX, a igreja tinha caído em ruína, até ser reconstruída por Basílio I, o Macedônio (r. 867–886). Como uma fundação imperial, logo eclipsou sua rival em Anáplo. Um mosteiro foi anexado à igreja em uma data posterior desconhecida. É primeiro atestado seguramente no final do século XI e é continuamente mencionado até 1337. Janin supõe que foi demolida no século XV, e seu material foi usado na construção da fortaleza vizinha de Rumelihisarı.

## Batalha e iconografia

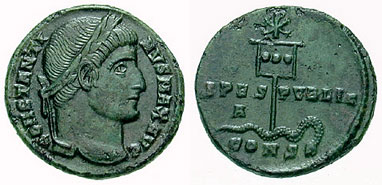
Fólis de Constantino (c. 337) mostrando seu lábaro espetando uma serpente

Constantino foi o primeiro imperador romano a tornar-se um cristão e em 313 junto com seu coimperador Licínio assinou o Édito de Milão, permitindo que cristão adorassem livremente e construíssem igrejas públicas ao invés de adorarem em segredo. Contudo, Constantino e Licínio depois lutaram entre si e em 324, Constantino derrotou Licínio na Batalha de Adrianópolis. O sítio da batalha não era longe do Miguélio, o que levou Constantino a atribuir a vitória ao arcanjo Miguel.
Constantino sentiu que Licínio e Ário eram agentes de Satã, e associou-os com a serpente descrita no Livro da Revelação (12:9). Constantino representou Licínio como uma cobra em suas moedas. Após a vitória, encomendou uma representação dele mesmo e seus filhos matando Licínio representado como uma cobra - um simbolismo emprestado dos ensinamentos cristãos sobre o Arcanjo a quem ele atribuiu a vitória. Um pintura similar, desta vez com o próprio arcanjo Miguel matando uma serpente, então tornou-se um grande peça de arte no Miguélio e eventualmente levou à norma iconográfica do arcanjo Miguel como um santo guerreiro.

### Modelo para outras igrejas
Após a construção da igreja um mosteiro foi adicionada a ela, e depois disso quatro outras igrejas em honra de arcanjo Miguel seguiram-na em Constantinopla. Durante o reinado dos próximos vários imperadores após Constantino, o número de igrejas dedicadas ao arcanjo em Constantinopla cresceu para quinze. O Miguélio foi uma magnífica igreja e com base nos registros de milagres tornou-se um modelo para centenas de outras igrejas na cristandade oriental. Contudo, igrejas dedicadas ao arcanjo na cristandade ocidental defasaram aquelas no oriente pelo mesmo período. Como no Miguélio, a associação do arcanjo Miguel com cura e proteção continuou no século VI, quando após uma praga em Roma, os doentes dormiam à noite na igreja do Castelo de Santo Ângelo dedicado a ele para salvar Roma da praga.